# Garfield County (Colorado)
Garfield County is een county in de Amerikaanse staat Colorado.
De county heeft een landoppervlakte van 7.633 km² en telt 43.791 inwoners (volkstelling 2000). De hoofdplaats is Glenwood Springs.